# Aechmea viridostigma
Espèce
Classification phylogénétique
Aechmea viridostigma est une espèce de plantes à fleurs de la famille des Bromeliaceae, endémique de la forêt atlantique (mata atlântica en portugais) au Brésil et décrite en 2003.

## Distribution
L'espèce est endémique de l'État de Bahia au Brésil.

## Description
L'espèce est épiphyte.